# Austin 12 (1939)
La 12 è un'autovettura prodotta dall'Austin dal 1939 al 1947 in 8.600 esemplari.
Era una grande berlina a quattro porte per famiglie, e venne commercializzata solamente con questo tipo di carrozzeria. Lanciata nell'agosto del 1939, è stata sostituita nel 1947 dall'Austin A70 Hampshire, che possedeva dimensioni simili, ma aveva un motore più grande. Per la maggior parte del periodo in cui fu prodotta, a causa della seconda guerra mondiale, gli esemplari fabbricati vennero forniti esclusivamente all'esercito britannico ed al Governo del Regno Unito. Precedentemente all'Austin 12, ci furono altri modelli della casa britannica che portarono un nome simile. Essi furono l'Austin 12 hp (prodotta dal 1921 al 1940), l'Austin 12/6 (1931 - 1937) e l'Austin 12/4 (1933 -1939).

## Il contesto
La nuova Austin 12 fu introdotta nell'agosto del 1939, cioè in un periodo in cui l'accelerazione della spesa militare stava dando luogo ad un boom del mercato interno britannico. Comunque, per l'Impero britannico ed i suoi alleati il 1939 fu anche l'anno dello scoppio della seconda guerra mondiale, ed il Governo del Regno Unito obbligò le aziende manifatturiere a convertirsi alla produzione bellica ed a sforzarsi di aumentare la capacità produttiva per stare al passo con la Germania nazista. I costruttori automobilistici delle Midlands, con la crescente corsa alla produzione nel settore metallurgico, convertirono la loro produzione alle forniture militari. Ciò non significò soltanto il potenziamento della capacità produttiva di forniture prettamente militari come gli aeroplani, ma anche l'incremento della produzione, ad esempio, di taniche. Tra le case automobilistiche che produssero anche beni di consumo generico come le taniche, ci fu la Vauxhall Motors. A differenza di molte case automobilistiche concorrenti, la produzione automobilistica dell'Austin fu conservata durante il conflitto, anche se la costruzione di molti suoi modelli, tra cui l'Austin 12, fu finalizzata alla fornitura degli esemplari all'esercito britannico ed al Governo del Regno Unito. Nonostante questo, nel 1944, sei mesi prima della fine delle ostilità, l'Austin fu in grado di annunciare al pubblico la nuova gamma di autovetture che sarebbe stata commercializzata dopo la guerra. Tra le vetture annunciate, era ancora presente l'Austin 12.

## Caratteristiche tecniche
Il modello venne presentato come un'auto completamente nuova. Essa condivideva con l'12/4, di cui prese il posto, la configurazione a sei finestrini laterali (tre per parte), ma possedeva una linea più aerodinamica. L'equipaggiamento di serie comprendeva il tettuccio scorrevole, il parabrezza apribile e la tappezzeria in pelle. Il cofano ora era fabbricato in solo pezzo ed era incernierato posteriormente invece che lateralmente. Il corpo vettura era 8 cm più lungo di quello del modello precedente, nonostante avesse il passo (inizialmente) più corto di 14 cm. Il modello era anche 1 cm più largo della 12/4.
Venne mantenuto un telaio convenzionale, ed i freni, azionati con un meccanismo del tipo a biella, erano meccanici. Per le sospensioni, vennero mantenuti anche gli assali rigidi anteriori e posteriori, con convenzionali molle a balestra.
Il motore derivava fortemente da quello della 12/4. Questo propulsore era un quattro cilindri in linea a valvole laterali da 1.535 cm³ di cilindrata che erogava 40 CV di potenza. Anche per gli standard dell'epoca, il motore era considerato da molti poco potente. Il problema fu affrontato dall'Austin nel 1945 con l'introduzione dell'Austin 16 hp, che era in sostanza una Austin 12 equipaggiata con il primo motore della casa automobilistica britannica a valvole in testa, che aveva una cilindrata di 2.199 cm³. La potenza in più trasformò completamente le prestazioni della vettura, che un commentatore descrisse come "a particularly lively proposition" (cioè, in italiano, "una proposta particolarmente vivace"), anche se in quel periodo, la tutt'altro che brillante Austin 12 sarebbe rimasta in produzione per sei anni con la stessa carrozzeria.
L'impianto di riscaldamento e la radio erano offerti come optional.

## L'evoluzione della vettura
Le fonti che descrivono lo sviluppo del modello durante gli anni di guerra sono poche, sebbene nel settembre del 1945 vennero applicati numerosi miglioramenti, presumibilmente derivanti dalle innovazioni tecnologiche e dalla penuria di materiali che era susseguente al conflitto mondiale. Esternamente, l'Austin 12 del 1944 era indistinguibile da quella lanciata nell'agosto del 1939, e non ci furono tentativi di introdurre migliorie nei precedenti cinque anni. Tuttavia, durante gli anni in cui fu produzione, il passo fu ridotto di 4 cm.